# Reingraue Staubeule
Die Reingraue Staubeule (Caradrina gilva, Syn.: Eremodrina gilva), zuweilen auch als Fahle Seidenglanzeule bezeichnet, ist ein Schmetterling (Nachtfalter) aus der Familie der Eulenfalter (Noctuidae).

## Beschreibung

### Falter
Die Flügelspannweite der Falter beträgt 29 bis 35 Millimeter. Sie haben relativ kurze und breite Vorderflügel, deren Oberseite eine bläulich graue, aschgraue oder weißgraue Grundfarbe zeigt. Außer den Querlinien heben sich kaum weitere Zeichnungselemente hervor. Selbst die Querlinien sind zuweilen sehr undeutlich und schwach ausgeprägt. Die Hinterflügeloberseite ist grauweiß gefärbt, in Richtung Saum etwas verdunkelt und enthält einen schwach ausgebildeten Diskoidalfleck.

### Raupe
Ausgewachsene Raupen sind zeichnungslos, haben eine glasige hellgraue bis erdgraue Farbe und sind mit einigen dünnen, weißlichen Haarborsten versehen. Die Stigmen sind schwarz.

### Puppe
Die Puppe ist glänzend rotbraun gefärbt. Am Kremaster befinden sich vier feine Borsten.

### Ähnliche Arten
Caradrina ibeasi zeigt ein insgesamt blasseres Erscheinungsbild, jedoch ist die Zeichnung etwas kontrastreicher. In der Grundfarbe überwiegen zumeist beigegraue Tönungen.

## Verbreitung und Lebensraum
Die Reingraue Staubeule kommt im Süden Mitteleuropas meist lokal vor, fehlt jedoch auf der Iberischen Halbinsel. Einzelfunde in anderen Regionen deuten darauf hin, dass die Art zuweilen wandert. Die östliche Verbreitung reicht bis in den Nahen Osten. Im Gebirge erreicht sie Höhen von etwa 1600 Metern. Hauptlebensraum der Art sind warme, felsige Gebirgshänge, gelegentlich auch Grasflächen.

## Lebensweise
Die nachtaktiven Falter bilden eine Generation pro Jahr, die von Juni bis Oktober anzutreffen sind. Sie fliegen künstliche Lichtquellen an. Als Nahrungspflanzen der Raupen werden niedrig wachsende Kräuter angegeben. Die Raupen überwintern.

### Gefährdung
Die Reingraue Staubeule kommt in den deutschen Bundesländern Bayern und Hessen vor. Einzelfunde gibt es auch aus anderen deutschen und österreichischen Bundesländern. Die Art scheint sich in einer Arealausbreitung zu befinden. Obwohl die Nachweise in Baden-Württemberg zunehmen, gilt der Gefährdungsgrad dort, bevor langfristige Erfahrungen vorliegen als „ungeklärt“.